# Margarita Martirena

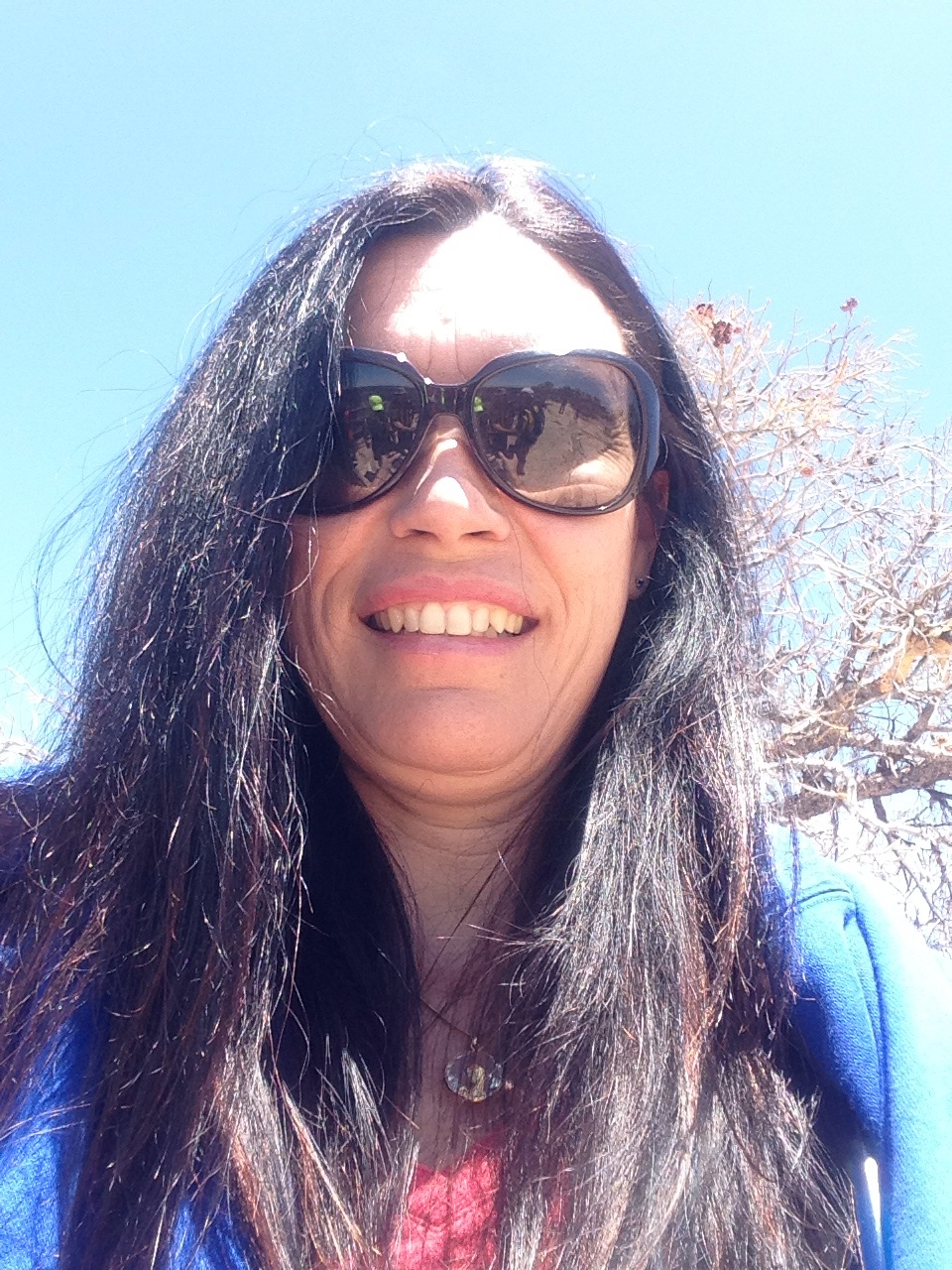
Margarita Martirena

Margarita Martirena (*  1966 ) ist eine ehemalige uruguayische Leichtathletin.

## Karriere
Martirena war in den Laufwettbewerben auf den Sprintstrecken aktiv. Sie nahm mit der uruguayischen Mannschaft an den Südamerikaspielen 1986 in Chile teil. Bei den Spielen gewann sie die Goldmedaille mit der 4-mal-100-Meter-Staffel. Im Folgejahr gehörte sie dem Aufgebot bei den Panamerikanischen Spielen 1987 in Indianapolis an. Dort belegte sie mit der 4-mal-400-Meter-Staffel den 7. Platz. Vier Jahre später ging sie erneut als Mitglied des uruguayischen Teams bei den Panamerikanischen Spielen 1991 in Havanna an den Start. Im 100-Meter-Lauf erreichte sie dort mit einer Zeit von 12,22 Sekunden den 11. Rang.
Martirena ist auch heute (Stand: 15. Juni 2015) noch Mitinhaberin des uruguayischen Landesrekords der 4-mal-100-Meter-Staffel. An diesem wirkte sie als Mitglied der Nationalstaffel am 16. Juli 1992 bei den Iberoamerikanischen Meisterschaften in Sevilla mit, die eine Zeit von 46,51 Sekunden für die Distanz benötigte.